# Pistacia palaestina
Pistacia palaestina o pistatxer de Palestina, és un arbre o arbust del gènere del pistatxer comu en la regió del llevant del Mediterrani, especialment Israel, Palestina i Síria). En anglès s'anomena terebinth el mateix nom que es dona a Pistacia terebinthus que és un arbre natiu de l'oest de la conca del mediterrani.

## Descripció
Pistacia palaestina es distingeix de P. terebinthus per tenir els seus folíols ovalats amb els marges una mica pilosos

## Història
Aquest arbre es menciona a la Bíblia, per exemple al llibre del Gènesi, sota el nom hebreu d'"elah" (plural "elim") de vegades es tradueix com roure, el dos tipus d'arbre creixen junts a la seva zona. La Vall d'Elah, és a dir la Vall del pistatxer de Palestina, és on diu la Bíblia que David vencé a Goliat.

## Imatges

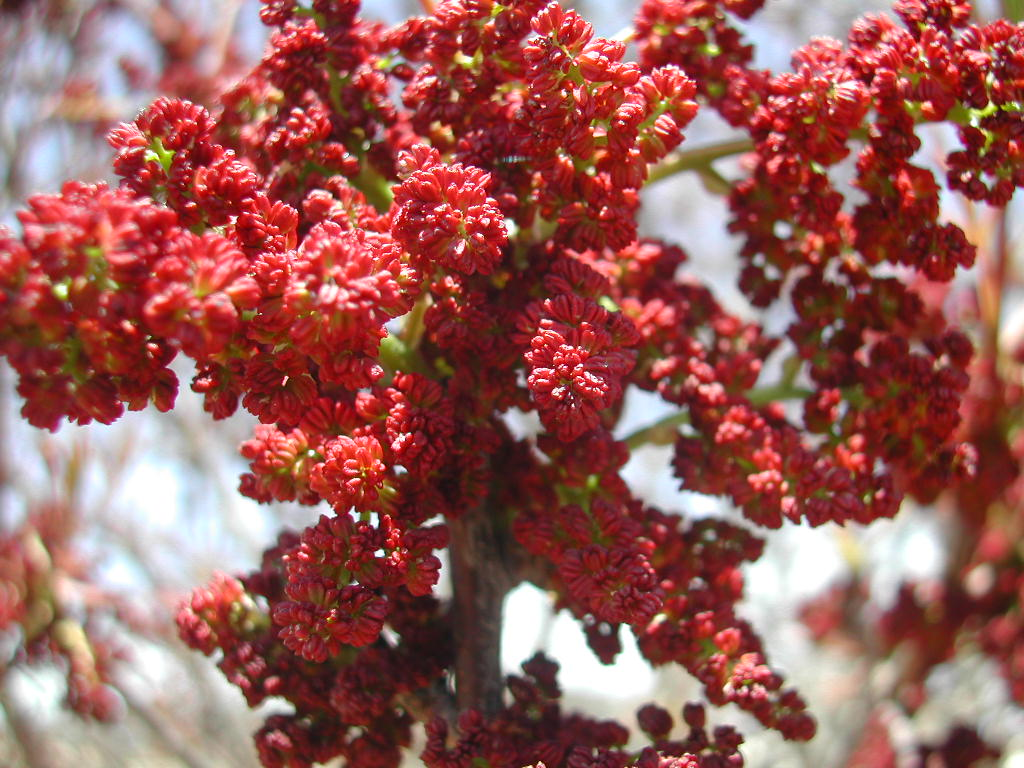
Inflorescència
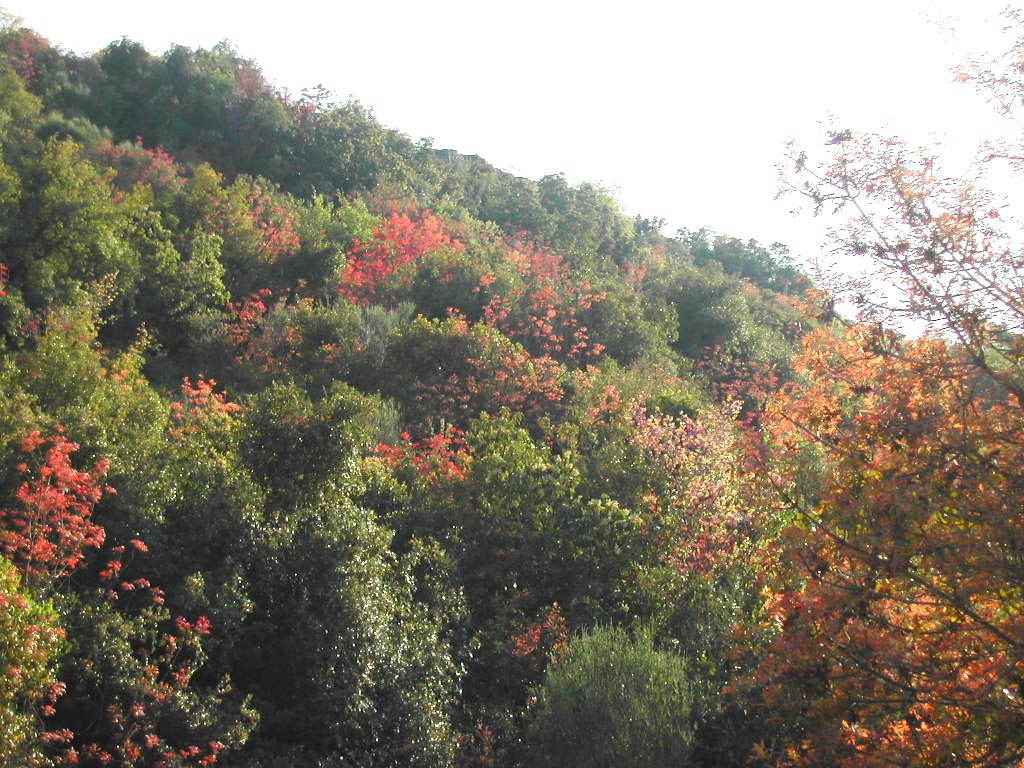
Mont Meron a Israel amb fulles de color vermell